# Omias murinus
Omias murinus — вид долгоносиков-скосарей из подсемейства Entiminae.

## Описание
Жук длиной 2,8—3,2 мм, имеет чёрную окраску, голени, лапки и усики красноватые. Чешуйки на надкрыльях густые, беловатые или коричневатые, со слабым красным отливом, часто более светлые на втором, четвёртом, шестом и других промежутках. Точечные бороздки резкие. Головотрубка параллельносторонняя, на вершине не расширенная или едва расширенная. Первый и второй сегмент жгутика усиков более или менее ровные. Надкрылья полушаровидные.

## Экология
Населяет степи и смешанные леса.